# Rebstein
Rebstein (im örtlichen Ostschweizer Dialekt Räabschte [rɛəpʃtə]) ist eine politische Gemeinde und eine Ortschaft im  Ostschweizer Kanton St. Gallen. Er gehört zur Region und zum Wahlkreis Rheintal.

## Geographie

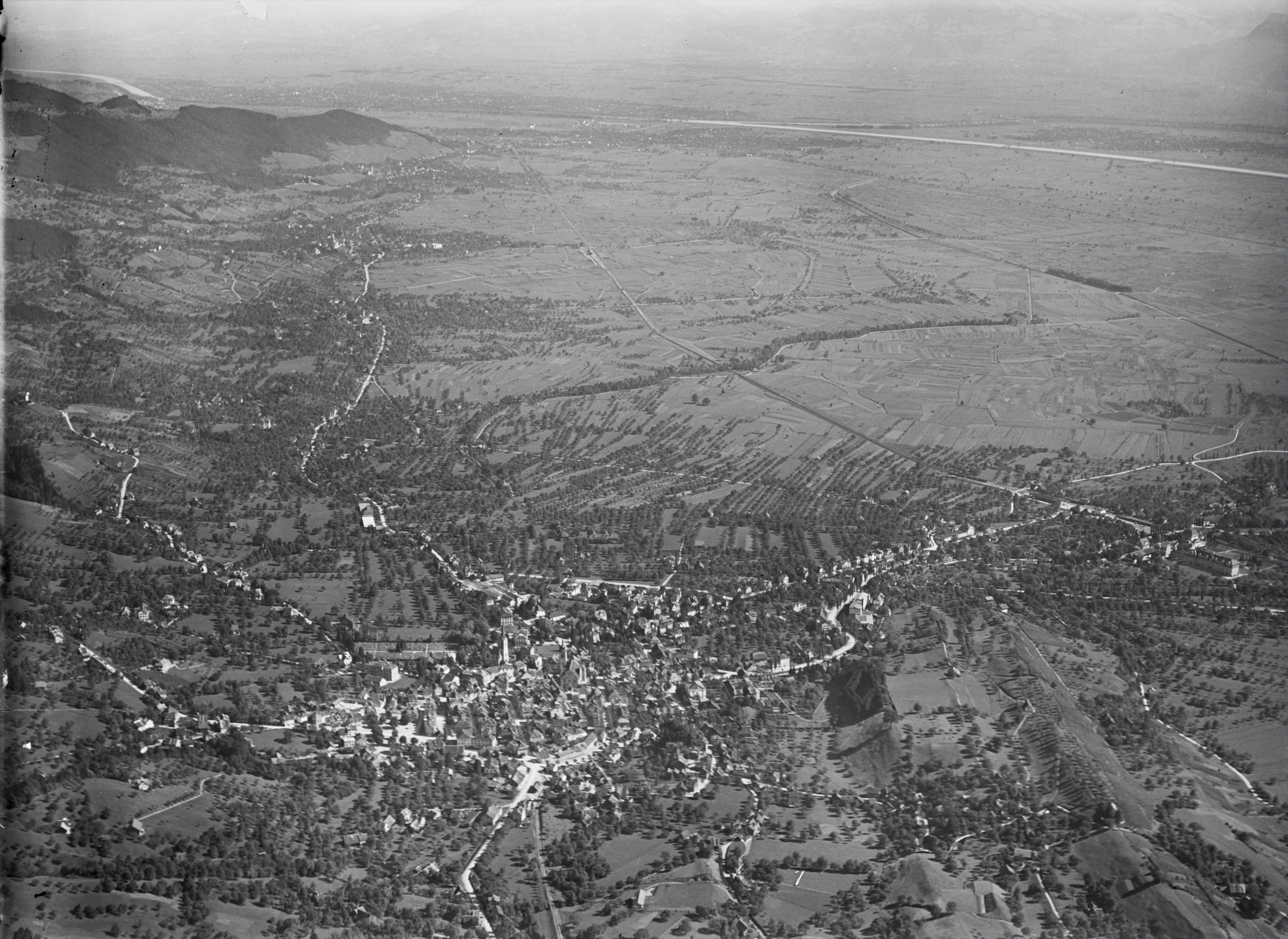
Historisches Luftbild von Walter Mittelholzer von 1927

Als Teil des St. Galler Rheintals liegt Rebstein in der Region Alpenrheintal. Das Gemeindegebiet reicht vom Rheintaler Binnenkanal im Osten bis zur Grenze des Appenzeller Vorderlands im Westen. Die Nachbargemeinden sind Balgach im Norden, Marbach SG im Süden, Reute AR im Westen und Oberriet im Osten. Der Dorfkern liegt an den Hängen der Appenzeller Voralpen. Der höchste Punkt befindet sich nordöstlich im Lom bei gut 680 m. ü. M. unterhalb von Sturzenhard (726 m. ü. M.). Nördlich davon bildet das Rappentobel die Grenze zur Gemeinde Balgach. Südlich ist Rebstein mit Marbach und nördlich mit Balgach nahezu nahtlos verschmolzen. Im Osten bildet der Rheintaler Binnenkanal (kurz Binnenkanal) die Grenze. Der tiefste Bereich von Rebstein liegt auf 407 m. ü. M. zwischen der Rietaach und dem Binnenkanal.
Ein Dreikantoneeck zu den Kantonen Appenzell Ausserrhoden und Appenzell Innerrhoden findet sich am Rappentobelbach nordwestlich von Wolkenberg ().
Neben dem Binnenkanal ist die Ländernach ein wichtiger Entwässerungskanal, der durch die Ebene in Rebstein fliesst. Von Marbach kommend fliesst sie durch Balgach nach Widnau, wo sie schliesslich den Binnenkanal erreicht. Durch Rebstein fliesst ausserdem der Rebsteiner Bach (auch Räbster Bach). Er entspringt in Oberegg (Ramstel) als Schlipfbach und mündet auf der Kalbwoad (407 m. ü. M.) in die Ländernach.

## Geschichte
Der Ort wurde 1270 als Rebistain urkundlich erwähnt. Rebstein ging als Teil des Hofs Marbach im 9. Jahrhundert grösstenteils an das Kloster St. Gallen. Im Hoch- und Spätmittelalter lassen sich die mit äbtischen Lehen ausgestatteten Dienstleute von Hardegg und von Ems nachweisen. Die Herren von Hardegg veräusserten 1388 ihren letzten Besitz an das Spital St. Gallen, die Herren von Ems ihre Rechte 1473 an das sankt-gallische Gotteshaus. Das unter den Herren von Ems bestehende Sondergericht wurde 1474 in den äbtischen Hof Marbach eingegliedert. Von 1490 bis 1798 gehörte Rebstein zur Vogtei Rheintal.
Vom Mittelalter an war Rebstein nach Marbach kirchgenössig. 1898 erfolgte die Errichtung einer eigenen katholischen Pfarrei. Die Reformierten, die ab 1712 die St. Sebastianskapelle mitbenutzen durften, gründeten 1782 eine eigene Kirchgemeinde. 1729 bzw. 1735 löste sich die katholische bzw. reformierte Schulgemeinde von Marbach. 1803 wurde Rebstein eine politische Gemeinde im neuen Kanton St. Gallen.
1844, 1880 und 1891 verwüsteten Brände das Dorf. Im letzten Viertel des 19. Jahrhunderts wandelte sich Rebstein von der Reb- und Ackerbaugemeinde zum Industriedorf. Neben der in Heimarbeit betriebenen Maschinenstickerei existierte allerdings eine ausgedehnte landwirtschaftliche Produktion. Unter den damals gegründeten Stickereifirmen gedieh vor allem der Betrieb von Jacob Rohner, der einen weltweiten Ruf erlangte und 1992 zur Forster Rohner AG fusionierte. Die Textilkrise der 1920er und 30er Jahre traf Rebstein hart. Mit der Rheinebene-Melioration 1941 bis 1953 gingen praktisch alle Kleinbauernbetriebe ein, und es entstanden grössere Bauernbetriebe in der Rheinebene.

## Wappen
Blasonierung: Eine grüne Rebe mit blauen Trauben erwächst aus dunklem Grund und rankt sich an einem braunen Stock
Die Rebe und der dunkle Grund zeigen deutlich den Bezug zum Namen Rebstein.

## Bevölkerung

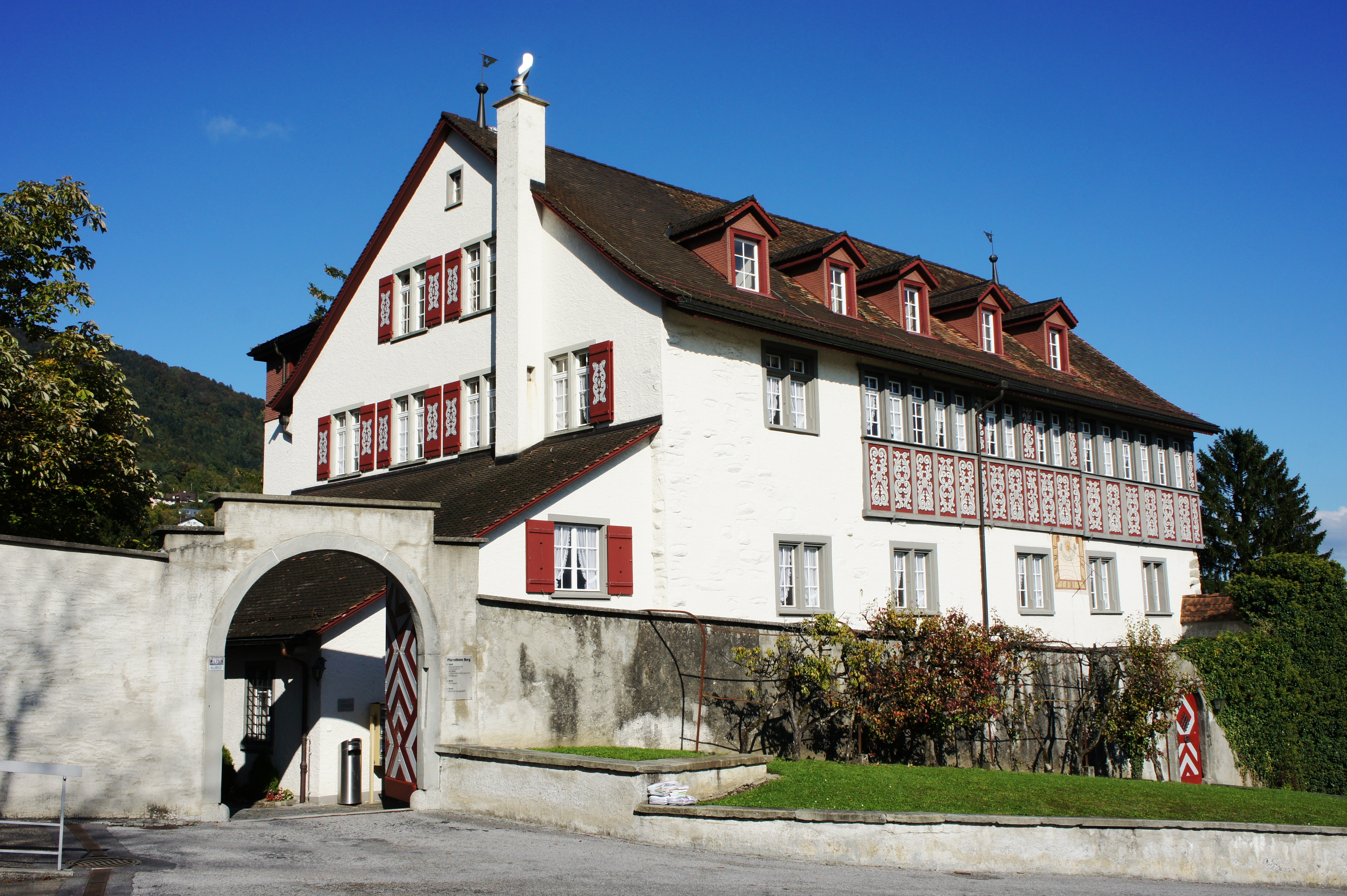
«Burg» Rebstein

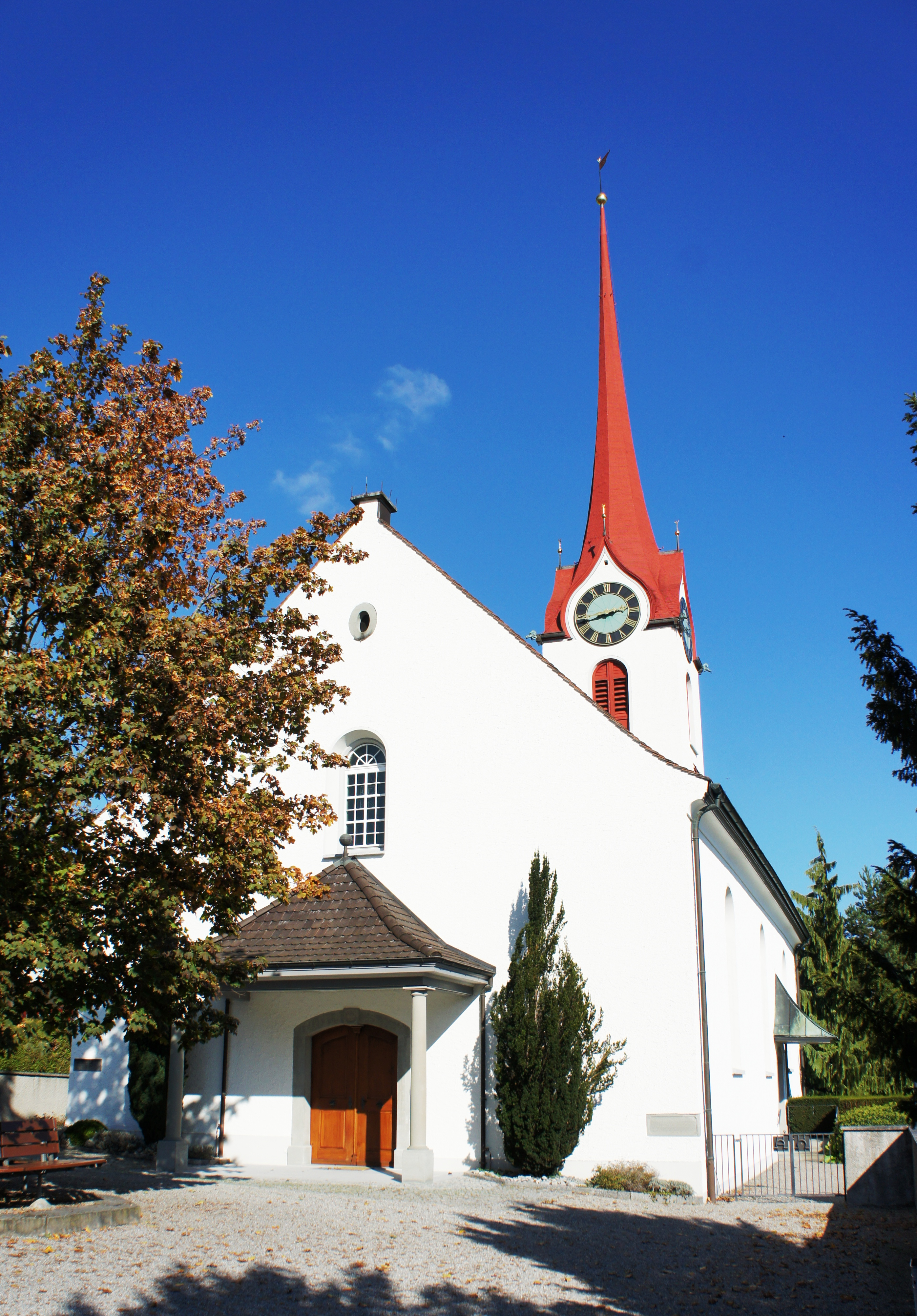
Evangelisch-reformierte Kirche

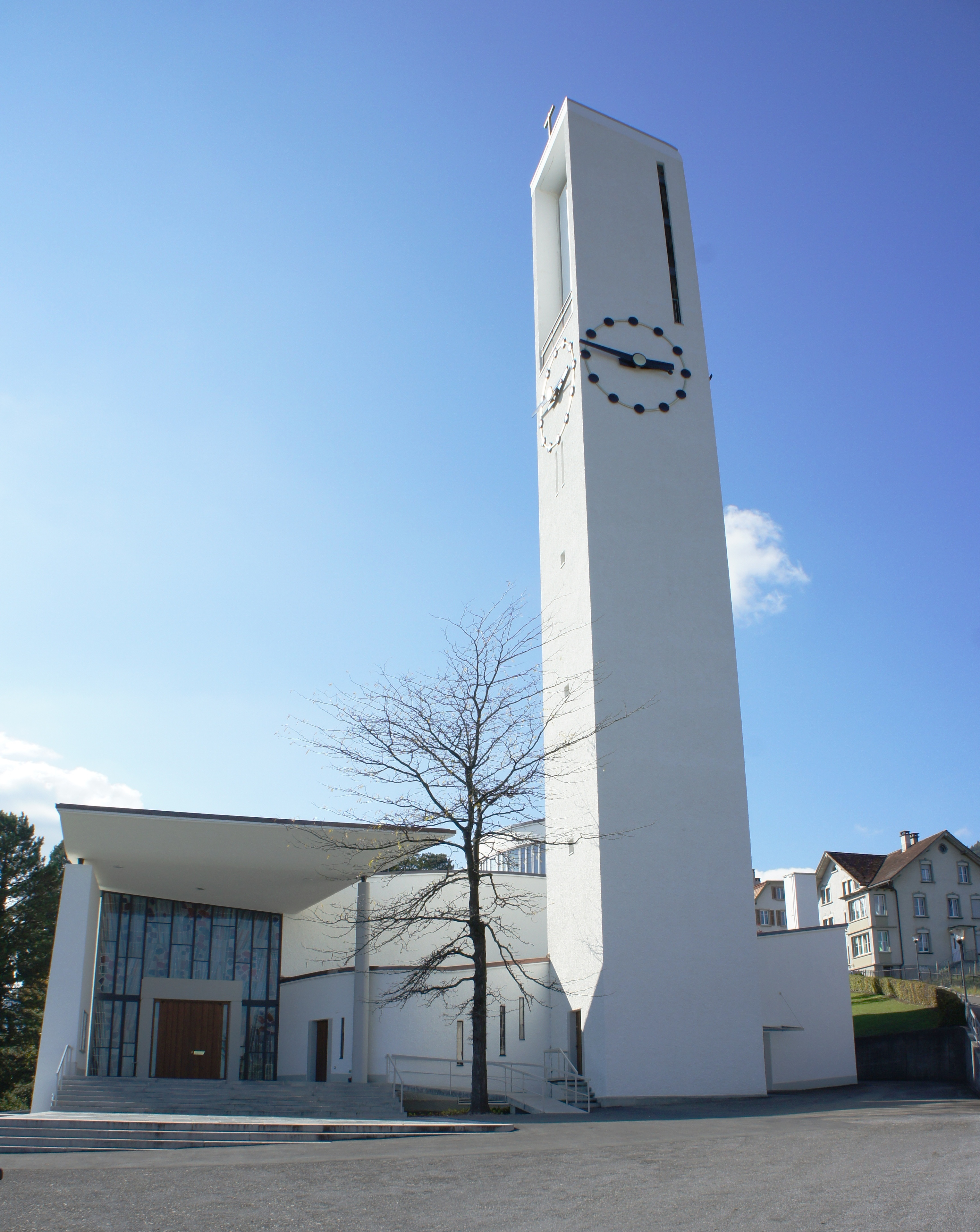
Katholische Kirche St. Sebastian

Die Einwohner Rebsteins werden Räbschter genannt.
| Jahr      | 1900  | 1940  | 1950  | 1960  | 1970  | 1980  |
| Einwohner | 1'936 | 2'126 | 2'419 | 2'737 | 3'414 | 3'315 |
| Jahr      | 1990  | 1995  | 2000  | 2005  | 2010  | 2015  |
| Einwohner | 3'568 | 3'952 | 4'067 | 4'181 | 4'294 | 4'431 |

Am 31. Dezember 2018 umfasste die ständige Wohnbevölkerung Rebsteins 4494 Einwohner. Die Geschlechterverteilung ist mit 2286 Männern und 2208 Frauen ausgeglichen.
Von den Einwohnern waren 1827 ledig, 2019 verheiratet oder in eingetragener Partnerschaft, 241 verwitwet oder in durch Tod aufgelöster Partnerschaft sowie 407 geschieden, unverheiratet oder in gerichtlich aufgelöster Partnerschaft.
Die Altersverteilung ist wie folgt:
- 0–14 Jahre: 618
- 15–24 Jahre: 528
- 25–49 Jahre: 1504
- 50 oder mehr Jahre: 1844, wovon 41 über 90 Jahre alt sind.

### Herkunft – Nationalität
Von den Einwohnern Rebsteins (Stand 2019) sind 3039 in der Schweiz und 1455 im Ausland geboren. 3072 sind Schweizer Staatsangehörige und 1422 (31,6 %) sind Angehörige anderer Länder oder machten keine Angaben über ihre Herkunft (2).
Aus den direkten Nachbarländern stammen 554 Einwohner:
- Deutschland: 277
- Österreich: 176
- Italien: 97
- Frankreich: 1
- Liechtenstein: 3

Aus anderen Staaten stammen 866 Einwohner.
Die wichtigsten dieser Herkunftsländer sind: Serbien (189), Kosovo (143), Nordmazedonien (140), Türkei (50), Portugal (30), Rumänien (26), Spanien (23), Slowakei (20), Afghanistan (17), Griechenland (16), Sri Lanka (14), Somalia (14), Eritrea (8), Brasilien (7), Philippinen (5) und Thailand (5). Aus weiteren Staaten stammen 159 Einwohner.

### Religionen – Konfessionen
Die heutige katholische Kirche St. Sebastian aus dem Jahre 1960 wurde von Architekt Fritz Metzger errichtet und steht an derselben Stelle wie der 1886 errichtete Vorgängerbau, der 1956 einem Brand zum Opfer fiel. Die reformierte Kirche wurde 1782 erbaut. Seit den 1990er Jahren existiert in Rebstein die islamisch-albanische Gemeinschaft «Al-Shems». Die Moschee Al-Shems wird von Muslimen aus der Region des St. Galler Rheintals besucht.

## Wirtschaft und Infrastruktur
Ursprünglich wurde in Rebstein – daher auch der Ortsname – hauptsächlich Rebbau betrieben, ehe er im 19. Jahrhundert von der Stickerei verdrängt wurde. Nach der Melioration der Rheinebene 1941–1953 wurden produktive Flächen frei, und die Landwirtschaft wie auch das Gewerbe konnten sich auf der Ebene ansiedeln. Heute wird auf insgesamt 3 Hektaren Rebbau betrieben.
Die Bierbrauerei Sonnenbräu, die letzte Privatbrauerei im St. Galler Rheintal, ist in Rebstein beheimatet. 
Rebstein ist mit der Bahnlinie Rorschach–Chur über den Bahnhof Rebstein-Marbach erschlossen und wird durch die Autobuslinie 301 des RTB Rheintal Bus bedient. Diese ist Nachfolgerin des 1977 eingestellten Trolleybus Altstätten–Berneck, der wiederum 1940 die 1897 eröffnete Strassenbahn Altstätten–Berneck ablöste.

## Persönlichkeiten
- Eduard Graf (1845–1918), Unternehmer und Politiker
- Jacob Rohner (1852–1926), Unternehmer und Politiker
- Valentin Keel (1874–1945), Politiker
- Carl Eugen Keel (1885–1961), expressionistischer Holzschneider und Maler, in Rebstein gestorben
- Fritz Schedler (1889–1937), Komponist, in Rebstein gestorben
- Carlos Schneider, eigentlich Karl Heinrich Schneider (1889–1932), Maler
- Walter Rohner (1923–2002), Politiker
- Adam Keel (1924–2018), figürlicher zeitgenössischer Maler und Papierschneider
- Erwin Bischofberger (1936–2012), in Schweden wirkender Jesuit und Medizinethiker
- Shem Thomas (* 1978), Sänger, Rapper und Songwriter